# Bematistes epitellus
Bematistes epitellus is een vlinder uit de familie van de Nymphalidae. e wetenschappelijke naam van de soort is voor het eerst voorgesteld als Acraea epitellus door Otto Staudinger in een publicatie uit 1896.
De soort komt voor in de bossen van Oost-Kenia, Oost-Tanzania en Mozambique.